# Glaceres de la Vanoise
Amb la denominació de Glaceres de la Vanoise s'entén el conjunt de les glaceres entre la Pointe de la Réchasse al nord i la Dent Parrachée al sud en el Massís de la Vanoise.
Amb 93 km² de superfície glacial, als quals s'afegeixen 18 km² de glaceres rocoses, el massís de la Vanoise és el segon més gran de França pel nombre de glaceres (després dels Ecrins) i el segon per la superfície gelada (després del Montblanc).

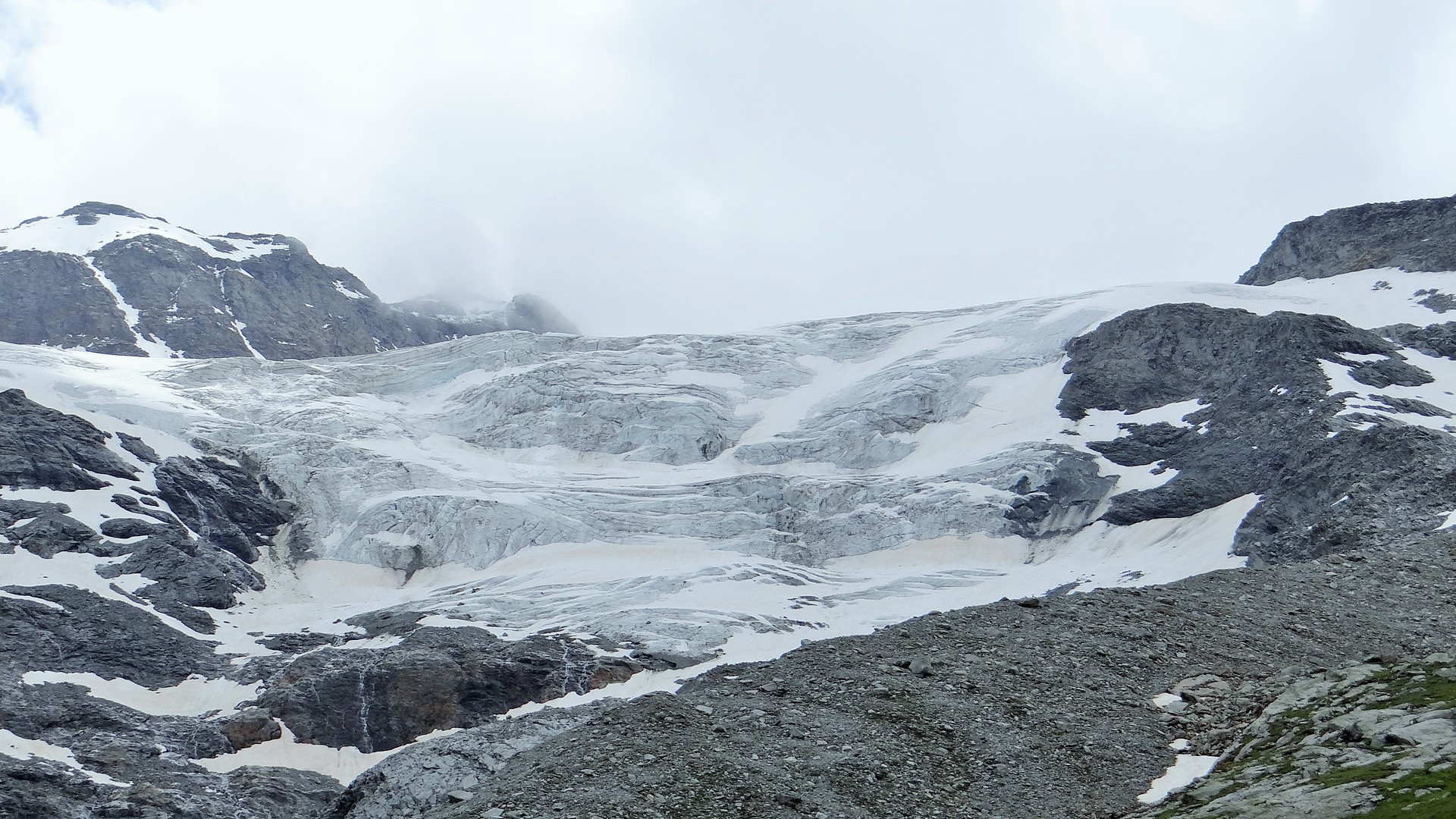
La glacera del Génépy el 2016.

## Descripció
Formen un ampli crani glacial que recobreix els cims més lats del massís. Les principals glaceres que componen el crani són:
- Glacier du Pelve
- Glacier de el Arpont
- Glacier de la Mahure.

Al voltant de les glaceres es duu a terme el Tour des Glaciers de la Vanoise.